# Liste der Mitglieder der Deutschen Akademie der Naturforscher Leopoldina/1688
Die Liste der Mitglieder der Deutschen Akademie der Naturforscher Leopoldina für 1688 enthält alle Personen, die im Jahr 1688 zum Mitglied ernannt wurden. Insgesamt gab es neun neu gewählte Mitglieder.

## Mitglieder
| Nr. | Name                      | Beiname      | Geboren       | Aufnahme | Gestorben     | Bild                     |
| --- | ------------------------- | ------------ | ------------- | -------- | ------------- | ------------------------ |
| 157 | Rudolph Jakob Camerarius  | Hector II.   | 12. Feb. 1665 | 20. Feb. | 11. Sep. 1721 | Rudolph Jakob Camerarius |
| 158 | Jakob Grand               | Seneca I.    | 1646          | 25. Mrz. | 11. Feb. 1691 |                          |
| 159 | Sigismund Ledel           | Herkules II. | 19. Aug. 1654 | 30. Mrz. | 4. Nov. 1705  |                          |
| 160 | Joseph Müller             | Xenophon     | 17. Apr. 1659 | 24. Sep. | 1711          |                          |
| 161 | Conrad Philipp Limmer     | Leucippus    | 18. Feb. 1658 | 24. Sep. | 1. Jan. 1730  |                          |
| 162 | Friedrich Wilhelm Clauder | Theseus III. | 1654          | 25. Sep. | 9. Nov. 1692  |                          |
| 163 | Theodor Caroli            | Neptunus     | 7. Apr. 1660  | 29. Sep. | 20. Feb. 1690 |                          |
| 164 | Georg Tobias Dürr         | Damokrates   |               | 28. Okt. | 3. Sep. 1712  |                          |
| 165 | Marcus Gerbezius          | Agesilaus    | 24. Okt. 1658 | 1. Nov.  | 1718          | Marko Grbec              |